# (506165) 2016 EF206
(506165) 2016 EF206 es un asteroide que forma parte del cinturón interior de asteroides, más concretamente al grupo de Hungaria, descubierto el 1 de marzo de 2008 por el equipo del Spacewatch desde el Observatorio Nacional de Kitt Peak, Arizona, Estados Unidos.

## Designación y nombre
Designado provisionalmente como 2016 EF206.

## Características orbitales
2016 EF206 está situado a una distancia media del Sol de 1,911 ua, pudiendo alejarse hasta 2,143 ua y acercarse hasta 1,679 ua. Su excentricidad es 0,121 y la inclinación orbital 23,55 grados. Emplea 965,094 días en completar una órbita alrededor del Sol.

## Características físicas
La magnitud absoluta de 2016 EF206 es 18,3. 